# Moabit (Erzählung)
Moabit ist eine Erzählung von Volker Kutscher mit Illustrationen von Kat Menschik. Das 2017 im Galiani Verlag erschienene Buch stellt ein Prequel zu den Kriminalromanen um den Ermittler Gereon Rath dar, die als Basis für die Krimi-Serie Babylon Berlin dienen. Moabit erzählt auf 88 Seiten eine Episode aus dem Leben von Charlotte Ritter, spätere Stenotypistin bei der Mordinspektion unter Ernst Gennat und nach Abschluss ihres Jurastudiums Kommissaranwärterin bei der Berliner Weiblichen Kriminalpolizei am Alexanderplatz. Die geschilderten Ereignisse werden im Band Marlow. Der siebte Rath-Roman aufgegriffen.

## Inhalt

### Handlung
Berlin 1927. Adolf Winkler, genannt „der Schränker“, Chef des Berliner Ringvereins Berolina, wartet im Gefängnis auf seine Entlassung in zwei Wochen. Er bekommt Besuch von seinem Stellvertreter Lenz, Roter Hugo genannt, von dem er nicht viel hält. Auf dem Weg zurück in seine Zelle wird er unvermittelt von Bruck, einem Mithäftling, angegriffen und fast getötet. Im letzten Moment kann Oberaufseher Christian Ritter eingreifen und rettet Winkler somit das Leben.
Ritter wiederum ist nur zufällig zugegen, er hat eigentlich bereits Feierabend und ist nur zurückgekommen, um eine Schreibmaschine zu holen, die er seiner Tochter Charlotte, genannt Lotte, abends für Übungen zur Verfügung stellt. Charlotte möchte Jura studieren und braucht dafür eine Anstellung als Schreibkraft, um sich Geld zu verdienen. Ihre Familie ist nicht vermögend, sie wohnt mit ihren Eltern in einer Dienstwohnung an der Lehrter Straße direkt neben dem Gefängnis. Gemeinsam mit ihrer reichen Freundin Greta, von der sie Charly genannt wird und nicht Lotte, genießt sie das Berliner Nachtleben in vollen Zügen, hat allerdings deswegen ihren Eltern gegenüber ein schlechtes Gewissen.
Ein schlechtes Gewissen plagt auch Charlottes Vater, denn seit dem Vorfall im Gefängnis, bei dem er Bruck nur mit einem harten Schlag auf den Kopf von Winkler trennen konnte, liegt Bruck im Koma. Winkler dagegen fragt sich, wer den Mithäftling auf ihn angesetzt haben könnte. Als Bruck stirbt, wird kurze Zeit Winkler als Täter vermutet, dieser Verdacht erhärtet sich jedoch nicht.
Ritter wird durch Kommissar Wilhelm Böhm vom Tod Brucks unterrichtet. Dabei ist auch Charlotte, die interessiert zuhört und Böhm erzählt, dass sie Jura studieren wolle und eine Anstellung als Schreibkraft suche.
Wieder in Freiheit, wird Winkler von seinen Ringbrüdern feierlich empfangen. Zugegen ist auch ein gewisser Johann Marlow in Begleitung seines chinesischen Leibwächters. Marlow schlägt Winkler den Einstieg ins Drogengeschäft vor, was dieser jedoch vehement ablehnt.
Einige Zeit später erhält Winkler einen Brief, scheinbar von Oberaufseher Ritter, in dem dieser ihm ein Treffen vorschlägt, weil er Informationen über die Hintermänner Brucks habe. Zur gleichen Zeit bekommt auch Ritter einen Brief, der Absender scheint Winkler zu sein, auch dieser schlägt ein Treffen vor, bei dem er sich bedanken wolle, dass Ritter ihm das Leben gerettet habe. Es stellt sich jedoch als Falle heraus, die anscheinend von Marlow und Lenz gestellt wurde. Das Lokal im Wedding fliegt durch eine Gasexplosion in die Luft, bei der Winkler und Ritter ums Leben kommen.
In der Zwischenzeit ist Charlotte bei Kommissar Böhm gewesen, um ihm eine Beobachtung im Zusammenhang mit dem Tode Brucks zu schildern. Dieser ist jedoch eines natürlichen Todes gestorben. Böhm bietet ihr eine Stellung als Stenotypistin an, was sie annimmt. Durch den Tod ihres Vaters wird Charlotte schließlich nochmals darin bestärkt, zur Mordkommission zu gehen.

### Personen

#### Adolf Winkler
Adolf Winkler ist der Chef des Berliner Ringvereins Berolina. Er sitzt im Moabiter Gefängnis und wartet auf seine Entlassung.

#### Christian Ritter
Er ist der Vater von Charlotte Ritter und Oberaufseher im Moabiter Gefängnis.

#### Charlotte Ritter
Sie ist die 19-jährige Tochter von Christian Ritter, die studieren möchte und eine Anstellung als Schreibkraft sucht.

## Form
Die Erzählung ist in drei Abschnitte unterteilt und schildert ein Ereignis aus drei unterschiedlichen Perspektiven. Der erste Abschnitt ist ein Innerer Monolog von Adolf Winkler, der sich selbst in der Du-Perspektive anspricht. Der zweite Abschnitt ist eine Ich-Erzählung aus der Sicht von Christian Ritter, der dritte Abschnitt ist personal aus der Sicht von Charlotte Ritter.
Die erzählte Zeit ist ein Zeitraum von mehreren Wochen, wobei Zeitsprünge und Rückblenden zur Anwendung kommen. Die Handlung der drei Abschnitte deckt sich nicht, sondern beginnt anachronisch jeweils zu unterschiedlichen Zeitpunkten.

## Hörspiel
Als Koproduktion von Radio Bremen, Südwestrundfunk und Westdeutschem Rundfunk entstand 2018 ein Hörspiel nach der Erzählung. Regie führte Thomas Leutzbach, in den Hauptrollen sind Marleen Lohse als Charlotte Ritter, Arved Birnbaum als Adolf Winkler und Robert Gallinowski als Christian Ritter zu hören. Erster Sendetermin war der 20. Oktober 2018 auf WDR 3.

## Rezeption
Die Kritiken zu Moabit fielen meist positiv aus. Axel Knönagel von der Berliner Morgenpost meint, die Erzählung ergänze „die Gereon-Rath-Reihe um eine gelungene Facette, besonders durch das Gefühl für die Lebensumstände der Menschen in jener Zeit.“. Einige Rezensenten beziehen sich eher auf die Illustrationen als auf die Handlung, so Jens Bisky in der Süddeutschen Zeitung, denn „neben den hinreißenden Illustrationen und dem kompositorischen Aufwand verblassen ... die Ereignisse und Figuren. Sie wirken bedrückend geheimnislos, berechnet bis ins Letzte, mehr Typen als Charaktere.“

## Ausgaben
- Gebundene Ausgabe: Moabit. Mit Illustrationen von Kat Menschik. Illustrierte Buchreihe, Galiani, Köln 2017, ISBN 978-3-86971-155-3.
- Hörbuch: Moabit. Gelesen von Karoline Herfurth, Marc Hosemann, David Nathan. Argon, Berlin 2017, ISBN 978-3-83981-596-0.

## Fortsetzungen
In der Reihe um Gereon Rath sind bis Oktober 2024 vier weitere Romane und eine Novelle erschienen:
- Marlow. Der siebte Rath-Roman. Piper, München 2018.
- Olympia. Der achte Rath-Roman. Piper, München 2020.
- Mitte. Galiani Berlin, Köln 2021, (Illustrationen von Kat Menschik).
- Transatlantik. Der neunte Rath-Roman. Piper, München 2022.
- Rath. Der zehnte Rath-Roman. Piper, München 2024.